# Ectemnius guttatus
Ectemnius guttatus är en stekelart som först beskrevs av Vander Linden 1829.  Ectemnius guttatus ingår i släktet Ectemnius, och familjen Crabronidae. Arten är reproducerande i Sverige.